# Thomas Brasch

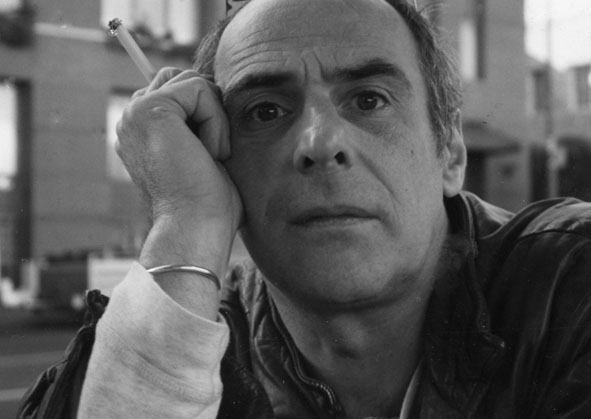
Thomas Brasch (1993)

Thomas Brasch (* 19. Februar 1945 in Westow, North Yorkshire; † 3. November 2001 in Berlin) war ein deutscher Schriftsteller, Dramatiker, Drehbuchautor, Regisseur und Lyriker.

## Leben
Brasch wurde als Sohn jüdischer Emigranten im englischen Exil geboren. 1947 siedelte die Familie in die sowjetische Besatzungszone über. Hier begann die politische Karriere des Vaters Horst Brasch (1922–1989), die ihn bis ins Amt des stellvertretenden Ministers für Kultur der DDR beförderte. Thomas Braschs Mutter Gerda Brasch (1921–1975), geborene Wenger, stammte aus Österreich. Sie war Journalistin und veröffentlichte Mitte der 1950er Jahre in einer Cottbuser Lokalzeitung das erste Gedicht ihres Sohnes. Brasch hatte eine Schwester, Marion Brasch (* 1961), sowie zwei Brüder, Klaus Brasch (1950–1980) und Peter Brasch (1955–2001).
Thomas Brasch besuchte von 1956 bis 1960 die Kadettenschule der NVA in Naumburg (Saale). Nach dem Abitur arbeitete er als Schlosser, Meliorationsarbeiter und Schriftsetzer. 1964/65 studierte er Journalistik an der Karl-Marx-Universität Leipzig. Wegen „Verunglimpfung führender Persönlichkeiten der DDR“ wurde er exmatrikuliert und arbeitete anschließend unter anderem als Kellner und Straßenbauarbeiter.

### Widerstand gegen DDR-Zensur
1966 wurde die Inszenierung von Braschs Vietnamprogramm Seht auf dieses Land an der Berliner Volksbühne am Rosa-Luxemburg-Platz verboten. Von 1967 bis 1968 absolvierte Brasch ein Studium für Dramaturgie an der Hochschule für Film und Fernsehen Babelsberg. Im März 1968 kam der gemeinsame Sohn mit Liedermacherin Bettina Wegner, Benjamin, zur Welt. Wegen der Verteilung von Flugblättern gegen den Einmarsch der Warschauer-Pakt-Staaten in die ČSSR im August 1968 musste Brasch sich gemeinsam mit Frank Havemann, Florian Havemann, Rosita Hunzinger, Sanda Weigl, Erika-Dorothea Berthold und Hans-Jürgen Uszkoreit vor Gericht verantworten. Er wurde zu zwei Jahren und drei Monaten Haft verurteilt und nach 77 Tagen auf Bewährung entlassen. Danach wurde Brasch zur Bewährung als Fräser im Berliner Transformatorenwerk „K. Liebknecht“ in Berlin-Oberschöneweide (TRO) beschäftigt.
Auf Vermittlung von Helene Weigel arbeitete er 1971/1972 im Brecht-Archiv, wo er an einer Arbeit saß, die die Strukturelemente des Westerns mit denen des russischen Revolutionsfilms verglich. Seitdem lebte er als freier Schriftsteller. Mehrere Dramen, die zwischen 1970 und 1976 entstanden, wurden wegen ihrer Thematik und ihrer häufig experimentellen Form nicht aufgeführt oder nach kurzer Zeit abgesetzt, so z. B. die gemeinsam mit Lothar Trolle verfassten Lehrstücke Das beispielhafte Leben und der Tod des Peter Göring und Galileo Galilei – Papst Urban VIII.

### Wechsel in den Westen
1976 hatte die damalige inoffizielle Mitarbeiterin (IM) Anetta Kahane in einem Bericht für die DDR-Staatssicherheit die Brüder Thomas und Klaus Brasch als „Feinde der DDR“ bezeichnet. 1976 war Brasch Mitunterzeichner der Resolution gegen die Ausbürgerung von Wolf Biermann. Nachdem die Publikation von Prosatexten durch staatliche Stellen verweigert worden war, stellte er einen Ausreiseantrag und übersiedelte gemeinsam mit seiner damaligen Freundin Katharina Thalbach und deren Tochter Anna Thalbach nach West-Berlin. Sein noch in der DDR entstandener und kurze Zeit später beim Verlag Rotbuch erschienener Prosaband Vor den Vätern sterben die Söhne wurde ein großer Erfolg und brachte ihm nachhaltige Anerkennung bei den Kritikern.
1978 erhielt Brasch den Ernst-Reuter-Preis und 1979 ein Villa-Massimo-Stipendium.
1981 wurde er für seinen Debütfilm (als Regisseur und Drehbuchautor) Engel aus Eisen mit dem Bayerischen Filmpreis ausgezeichnet. Bei der Verleihung kam es zu einem Eklat, weil Brasch sich bei der Filmhochschule der DDR für seine Ausbildung bedankte. Im Anschluss forderte die Bayerische Regierung den Dichter auf, sein Hotel in München selbst zu bezahlen.
Brasch wurde 1982 Mitglied des P.E.N.-Zentrums der Bundesrepublik Deutschland.
1983 lebte Brasch für ein Jahr in Zürich. Für seinen Film Domino erhielt er in diesem Jahr auf dem Filmfestival von Locarno den Occhio del Pardo d’argento. Sein Hörspiel Robert, ich, Fastnacht und die anderen wurde mit dem Kleist-Preis ausgezeichnet. Ab 1986 übersetzte er mehrere Theaterstücke William Shakespeares ins Deutsche. 1987 führte er in Der Passagier zum letzten Mal Regie in einem Kinofilm; Brasch konnte US-Weltstar Tony Curtis für die Hauptrolle gewinnen.

### Nach dem Fall der Mauer
1992 erhielt Brasch den Kritikerpreis der Berliner Zeitung.
Nachdem er nach dem Fall der Berliner Mauer für viele Jahre verstummt war und sich Gerüchte über Alkohol- und Drogenmissbrauch gemehrt hatten, überraschte er im Jahr 1999 mit seinem neuen Prosaband Mädchenmörder Brunke, der aus einem Manuskript von ursprünglich mehr als 10.000 Seiten entstanden war. Im selben Jahr kam es zur Uraufführung der Dramen Stiefel muß sterben und Die Trachinierinnen des Sophokles oder Macht Liebe Tod; im Jahr 2000 folgte Frauenkrieg. Drei Übermalungen. Sein letztes Stück, Eine Märchenkomödie aus Berlin, blieb unvollendet.
Thomas Brasch starb am 3. November 2001 im Alter von 56 Jahren in der Berliner Charité an Herz- und Lungenversagen; als Grund wird eine langjährige Alkohol- und Drogensucht angegeben. Sein Grab befindet sich auf dem Dorotheenstädtischen Friedhof in Berlin-Mitte.
Der literarische Nachlass wird im Thomas-Brasch-Archiv der Akademie der Künste Berlin verwahrt.

### Literatur

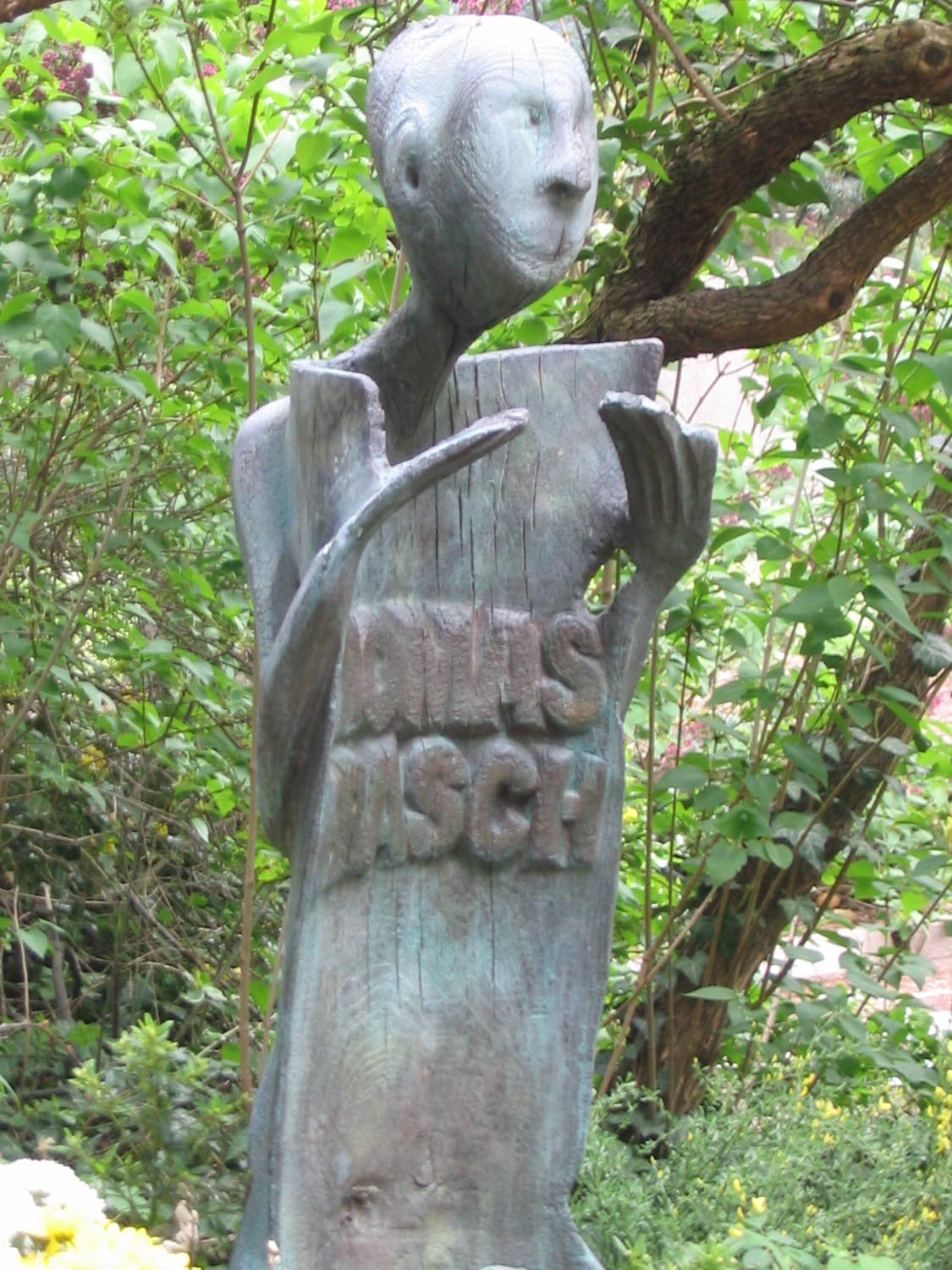
Grabstein für Brasch von Alexander Polzin auf dem Dorotheenstädtischen Friedhof

## Werke

### Schallplattenbearbeitungen
- 1973: Hans Christian Andersen: Die wilden Schwäne / Der Schweinehirt – Regie: Edgar Kaufmann / Barbara Plensat (Kinderhörspiel – Litera)
- 1973: Vom dicken Herrn Bell, der das Telefon erfunden hat – Regie: Horst Hawemann (Kinderhörspiel – Litera)

### Filme
- 1981: Engel aus Eisen (schwarz-weiß) – Regie und Drehbuch. Braschs erster Film, für den er 1981 den Bayerischen Filmpreis erhielt.
- 1982: Domino – Regie und Drehbuch.
- 1985: Mercedes – Regie und Drehbuch. Verfilmung für das niederländische Fernsehen VPRO (mit Jan Eijkelboom, Annet Kouwenhoven und Titus Muizelaar)
- 1988: Der Passagier – Welcome to Germany – Regie, Drehbuch (gemeinsam mit Jurek Becker)

## Ehrungen
- Lessing-Preis der Freien und Hansestadt Hamburg 1977: Stipendium für jüngere Künstler, mit 5.000 DM dotiert.[12]
- Bayerischer Filmpreis 1981: Regiepreis (Erstlingsregie), mit 50.000 DM dotiert.[13]

## Werke über Thomas Brasch

### Filme
- 1977: Annäherung an Thomas Brasch, Regie Georg Stefan Troller
- 1978: DDR-Künstler: Thomas Brasch, Regie Ebbo Demant
- 2005: Skizze Thomas Brasch, Regie Christoph Rüter[14]
- 2011: Brasch – Das Wünschen und das Fürchten, Dokumentarfilm, Regie Christoph Rüter
- 2015: Bleiben will ich, wo ich nie gewesen bin – Ein Abend für Thomas Brasch., Regie und Buch Marion Brasch, 42:58 min, basierend auf der gleichnamigen Veranstaltung im Haus des Buches Leipzig am 3. Februar 2015 mit Marion Brasch und Andreas Keller
- 2018: Familie Brasch, Dokumentarfilm, Regie Annekatrin Hendel, Premiere Filmfest München 2018.[15]
- 2021: Lieber Thomas, Spielfilm, Regie Andreas Kleinert, Drehbuch Thomas Wendrich, Premiere Filmfest München 2021[16]

### Musik
- 2021: Masha Qrella Album „Woanders“ nach Texten von Thomas Brasch